# 金那般川
《金那般川》（羅馬化：Chinabanchon，直译：「勝者之網」），又音譯爲耆那半惹囉、七那般冲，較準確的漢音為“吉納班折囉”，或稱作阿贊多經、勝者之網偈（Jinapañjara-gāthā），是泰国南传佛教的一部巴利文藏外经文，在泰国有“经王”之誉。

## 名稱
Jina，譯曰勝者，音譯曰吉納、嗜那、耆那、辰那、視那、慎那，亦為佛之尊稱。
pañjara，譯曰網，籠，帳幕，音譯曰班折囉、半惹囉、半闍羅。在密教中，其十八契印結界之一有金剛網（vajra pañjara），由金剛杵流出無邊之威焰，橫豎相接而成網，故稱金剛網。又以此網覆蓋於上方虛空界，故稱虛空網。

## 缘起
拉達那哥欣王國著名高僧阿赞多（Somdej Pra Archan Toh，泰國稱之龍婆多、崇迪多。）在某天读诵经文时，突然有一部锡兰的经书跌落到阿赞多的头上。当阿赞多读诵起这部经书时，顿时有灵光涌现，于是把这部经书翻译成巴利文，即是《吉納班折囉》。

## 偈文
|  | - Namo Tassa Bhagavato Arahato Samma Sambuddhassa! 頂禮世尊、阿羅漢、無上正等正覺者！ - Jay'āsan'āgatā Buddhā, Jetvā Māraṁ savāhanaṁ, Catu-saccāsabhaṁ rasaṁ, Ye piviṅsu narāsabhā. 诸佛端坐胜宝座，征服魔罗与魔军，常饮四谛妙法露，人中無上尊圣者。 - Taṇhaṅkar'ādayo Buddhā, Aṭṭha-vīsati nāyakā, Sabbe patiṭṭhitā mayhaṁ, Matthake te munissarā. 除渴爱等廿八佛，引领世间正导师，各各位于我顶首。 - Sīse patiṭṭhito mayhaṁ, Buddho dhammo dvilocane, Saṅgho patiṭṭhito mayhaṁ, Ure sabba-guṇākaro. 诸佛住于我頂首，正法住于我双眸，僧伽住于我胸膛，一切功德之所生。 - Hadaye me Anuruddho, Sāriputto ca dakkhiṇe, Koṇḍañño piṭṭhi-bhāgasmiṁ, Moggallāno ca vāmake, 阿那律陀住我心，舍利弗住我身右，憍陳如住我身後，目犍连住我身左， - Dakkhiṇe savane mayhaṁ, Āsuṁ Ānanda-Rāhulo, Kassapo ca Mahānāmo, Ubh'āsuṁ vāma-sotake. 阿难陀与罗侯罗，住於我身右耳側，大迦叶与摩訶男，住於我身左耳側。 - Kesato piṭṭhi-bhāgasmiṁ/Kesante piṭṭhi-bhāgasmiṁ, Suriyo-va pabhaṅkaro, Nisinno siri-sampanno, Sobhito muni-puṅgavo. 苏毘多住頂髮中，放光朗朗如日照，具足榮光大輝煌，其乃至上贤圣者。 - Kumāra-kassapo thero, Mahesī citta-vādako, So mayhaṁ vadane niccaṁ, Patiṭṭhāsi guṇākaro. 迦葉童子長老尊（迦葉波童子），善说心法大智慧，住立功德之所生，他長住于我口中。 - Puṇṇo Aṅgulimālo ca, Upālī Nanda Sīvalī, Therā pañca ime jātā, Nalāṭe tilakā mama. 滿慈、央掘利魔羅、优波、难陀、婆利，五位比丘长老尊，化为吉祥之印記，从我额头中央现。 - Sesāsīti mahātherā, Vijitā jina-sāvakā, Etesīti mahātherā, Jitavanto jin'orasā, Jalantā sīla-tejena, Aṅgam-aṅgesu saṇṭhitā. 八十餘名大長老，此乃勝利之尊者，受佛言教之勝者，戒德之光常绽放，立于我身各部位。 - Ratanaṁ purato āsi, Dakkhiṇe Metta-suttakaṁ. Dhajaggaṁ pacchato āsi, Vāme Aṅgulimālakaṁ. Khandha-Mora-parittañca, Āṭānāṭiya-suttakaṁ, Ākāse chadanaṁ āsi, Sesā pākāra-saṇṭhitā. 《宝经》住於我前方，《慈经》住於我右方，《幢顶经》（《雜阿含》九八一經）住我後方，《央掘魔羅護衛偈》，亦長住於我左方。《蘊護》（《蕴护偈》）、《孔雀》（《孔雀护卫偈》）、《阿吒護》（《阿吒曩胝經》），遍滿虚空皆覆盖，其他经偈包圍我，乃蔽四面如圍網（圍網如堡壘、圍墻、壇城、結界）。 - Jinā nānā-varasaṁyuttā/Jināṇābala-saṁyuttā, Sattappākāra-laṅkatā, Vāta-pitt'ādi-sañjātā, Bāhir'ajjhatt'upaddavā, Asesā vinayaṁ yantu, Ananta-jina-tejasā. 至上胜力相結合，化七法墙圍繞我，風界、苦汁所致病，內外一切諸不幸，憑藉無窮勝者力，悉皆消滅無有餘。 - Vasato me sakiccena, Sadā Sambuddha-pañjare, Jina-pañjara-majjhamhi, Viharantaṁ mahītale, Sadā pālentu maṁ sabbe, Te mahā-purisāsabhā. 在于一切諸事業，我皆常住正觉網。正坐胜者之網中，安住平穩之大地，愿諸無上勝利者，恆常加持護佑我。 - Iccevamanto sugutto surakkho. Jinānubhāvena jit'upaddavo. Dhammānubhāvena jitārisaṅgho. Saṅghānubhāvena jit'antarāyo. Saddhammānubhāva-pālito carāmi jina-pañjare-ti. 如是持誦善護衛，憑藉勝者（佛陀）蠲災患，憑藉正法降怨敵，憑藉僧伽越障難。此正法教護衛力，聖者網中行如是。 |